# 1914-15 Ster
De 1914-1915 Ster (Engels: 1914-15 Star) was een Britse oorlogsonderscheiding die in december 1918 door George V van het Verenigd Koninkrijk werd ingesteld. De onderscheiding, die ondanks de vorm tot de campagnemedailles wordt gerekend, was gedacht voor alle militairen uit het Britse Gemenebest. In 1917 was al een 1914 Ster ingesteld die 378.000 maal werd uitgereikt.
In 1918 en 1919 werden 2.366.000 1914-15 sterren uitgereikt. Daarvan gingen 283.500 naar de Royal Navy.
en 71,150 naar Canadese militairen.
Om in aanmerking te komen moest men tijdens de periode tussen 5 augustus 1914 en 31 december 1915 aan het front hebben gediend. De Britse strijdkrachten vochten overal in de wereld tegen Duitsland, Turkije en Oostenrijk-Hongarije.
Voor een kleine groep militairen in Afrika werd een uitzondering gemaakt. Zij kwamen voor hun inzet tussen 5 augustus 1914 en 31 december 1915 in Afrika in aanmerking voor de Africa General Service Medal of de Khedive's Sudan Medal 1910. In Afrika werd hard gevochten tegen de Duitse koloniale troepen in Oost-Afrika, Togo, Kameroen en Tanganjika.
In 1918 werden de door de Britse koning ingestelde orden en onderscheidingen in het hele Britse Rijk, waaronder de territoria, protectoraten en koloniën, en in de dominions gebruikt. Dat geldt ook voor deze ster.

## De ster
Het versiersel is een vierpuntige ster van lichtgepatineerd brons. Op de ster die 50 bij 45 millimeter meet is op twee ontblote Romeinse zwaarden een bekroond medaillon met het koninklijke monogram van de stichter gelegd. Rond het medaillon is een lauwerkrans aangebracht. De data "1914–15" staan op een lint onder het medaillon.
De keerzijde is glad. Meestal zijn daarop nummer, rang, naam en eenheid gegraveerd. Bij officieren werd de eenheid weggelaten.
De ster werd aan een driekleurig rood-wit-blauw lint van gewaterde zijde op de linkerborst gedragen. De kleuren lopen enigszins in elkaar over.

## Pip, Squeak and Wilfred als bijnamen van medailles
De Britse Intergeallieerde Overwinningsmedaille (bijgenaamd "Wilfred") werd in 1919 en 1920 toegekend aan al degenen die na de Eerste Wereldoorlog de 1914 Ster (bijgenaamd "Pip") of de 1914-15 Ster (ook bijgenaamd "Pip") mochten dragen. Het merendeel van de dragers van de Britse Oorlogsmedaille ("British War Medal") (bijgenaamd "Squeak") kwamen ook voor de Overwinningsmedaille in aanmerking. De Overwinningsmedaille werd dus nooit alleen toegekend maar altijd samen met een of twee van de andere sterren of de medaille. Deze drie onderscheidingen werden door de Britse soldaten en veteranen oneerbiedig aangeduid als "Pip, Squeak and Wilfred". De Overwinningsmedaille is "Wilfred".
De drie medailles en hun batons waren tijdens de demobilisatie na de Eerste Wereldoorlog, en ook lang daarna, alomtegenwoordig. In totaal werden ongeveer 5.700.000 overwinningsmedailles uitgereikt. Men zag de drie cartoonfiguren in de verhalen altijd samen, net als deze medailles.
De Overwinningsmedaille werd minder vaak uitgereikt dan de Oorlogsmedaille ("Squeak") waarvan 6,4 miljoen exemplaren werden uitgereikt. Men ziet de Overwinningsmedaille altijd samen met de Oorlogsmedaille. Alle 2.4 miljoen dragers van de 1914-15 Ster ("Pip") droegen ook de Oorlogsmedaille en de Overwinningsmedaille.